# Jana Simerská
Jana Simerská, née le 16 décembre 1978, est une handballeuse tchèque.
Elle a notamment évolué six saisons au Le Havre AC où elle a remporté une coupe de France et cinq titres de vice-championne de France. En novembre 2011, elle rejoint en D2 l'OGC Nice où elle met un terme à sa carrière après la saison 2012-2013.

## Palmarès
- Vainqueur de la coupe de France en 2006 et 2007 avec Le Havre AC Handball

- Deuxième du Championnat de France (5) en 2006, 2007, 2008, 2009 et 2010
- finaliste de la Coupe de la Ligue en 2009 avec Le Havre AC Handball
- Champion de France de Division 2 en 2012 avec OGC Nice Côte d'Azur Handball